# Gracie S.
Die Gracie S., ab 1959 Wanderer, war ein 1893 gebauter, US-amerikanischer Lotsenschoner, also ein als Lotsenboot eingesetzter Schoner. Bis 1947 wurde die Gracie S. vor San Francisco eingesetzt. Nach Eignerwechseln erwarb Sterling Hayden den Zweimaster, mit dem er 1959 nach Tahiti segelte.

## Schiffsgeschichte
Im Dezember 1893 wurde die Gracie S. als Ersatz des Lotsenbootes George F. Peabody von den Union Iron Works in San Francisco geliefert – das einzige Segelschiff, das die 1883 gegründete Werft je baute, die sonst eher für Schiffe wie den Geschützten Kreuzer Olympia, das Schlachtschiff Oregon und Dampfschiffe für die Handelsmarine bekannt war. Die Gracie S. wurde nach der Tochter des Zuckerhändlers und Reeders John D. Spreckles benannt. Ihre ersten Eigner waren mehrere Männer, darunter der Lotse John McColloch.
Im Jahr 1900 machte die Gracie S. Schlagzeilen, als ein Wal eine vom Schiff hängende Kette packte und es daran auf das Meer hinauszog. Im September 1914 erhielt der Schoner als eines der ersten Lotsenboote an der Westküste der USA eine Maschine, einen 120-PS-Bolinder aus Schweden, der dem Schiff bei 280 Umdrehungen pro Minute eine Geschwindigkeit von 9 Knoten (16,7 km/h) erlaubte. Der Motor betrieb auch mehrere Geräte an Bord, beispielsweise einen Elektrogenerator, und verbrauchte ca. 30 Liter Benzin pro Stunde. Die Gracie S. wurde daraufhin als Auxiliarsegler eingesetzt, woraufhin nur noch ein Toppsegel benutzt und ihr Bugspriet verkürzt wurde.
Im Ersten Weltkrieg registrierte die US-Marine ab 1916 Schiffe entlang der Westküste der USA, die für Patrouillenfahrten eingesetzt werden könnten, falls die USA in den Krieg verwickelt würden. Die Gracie S. erhielt die Nummer SP-919 (SP = Section Patrol), wurde jedoch, anders als viele andere Schiffe (vor allem reine Motorschiffe), von der Marine nie gekauft und eingesetzt.
Schließlich wurde der Bugspriet der Gracy S. ganz abgenommen. Dennoch wurde sie noch jahrzehntelang auch unter Segeln eingesetzt. Spätestens in den dreißiger Jahren bekam das Schiff noch einen Fock-Baum, wodurch Segelmanöver vereinfacht wurden.
1947 wurde die Gracie S. außer Dienst gestellt und von Kapitän George Moller aus Oakland gekauft. Moller wollte sie zunächst als Charterschiff benutzen, verkaufte sie jedoch stattdessen bald an den Schauspieler Sterling Hayden, der als junger Mann zur See gefahren war. Hayden hatte vor, mit dem Schoner nach Tahiti zu fahren; doch als er heiratete, änderte er seine Pläne und verkaufte die Gracie S. an den Photographen Ed Kennell aus Seattle im US-Bundesstaat Washington.
Ein Jahr nach seiner Scheidung kaufte Hayden 1956 das Schiff zurück, taufte es in Wanderer um und unterzog es längeren Instandsetzungsarbeiten in Sausalito bei San Francisco. Entgegen einem Gerichtsbeschluss (court order) aus dem Januar 1959, seine Kinder nicht aus Kalifornien zu bringen, plante Hayden heimlich die Fahrt mit ihnen nach Tahiti. Er stellte aus Freunden und über Anzeigen gewonnenen Mitseglern eine gut zwanzigköpfige Besatzung zusammen und lief von San Francisco angeblich nach Südkalifornien aus – tatsächlich aber nahm er auf die Südsee Kurs. Seine geschiedene Frau versuchte zwar, die US-Küstenwache dazu zu bringen, das Schiff aufzuhalten, und strengte außerdem verschiedene rechtliche Wege an. Doch die Wanderer, die ohnehin nicht mit einem Funkgerät ausgestattet war, und ihre Besatzung kamen unbehelligt nach Tahiti. Nach einer etwa einjährigen Kreuzfahrt in der Südsee, die er in seiner wenig später geschriebenen Autobiographie Wanderer festhielt, kehrte Hayden zurück in die USA und verkaufte deshalb den Schoner im Jahr 1960.
Im November 1964 fuhr das Schiff auf einer Charterfahrt im Rangiroa-Atoll nahe Papeete auf ein Riff und ging verloren. Ein ovaler Holzring, den die Gracie S. als Namensplatte an ihrem Heck trug, ist heute noch im San Francisco Maritime National Historical Park erhalten.

## Schiffsmaße
| Länge      | 92 Fuß (28 Meter)                    |
| Bugspriet  | 35 Fuß (10,7 Meter)                  |
| Raumgehalt | 86 BRT; 91 BRT gemäß US-Marine-Daten |